# Reli Monte Carlo
Reli Monte Carlo (službeno Rallye Automobile Monte Carlo) je reli utrka koju svake godine organizira Automobile Club de Monaco, organizacija koja je zadužena i za Veliku nagradu Monaka u Formuli 1 i Monako Kart Kup. 
Reli se održava na francuskoj rivijeri u Monaku.
Od 1973.g. utrka se održava u siječnju kao prva trka za Svjetsko prvenstvo u reliju.

## Pobjednici

### Višestruki pobjednici (vozači)
| Pobjede | Vozač           | Pobjednička godina                              |
| ------- | --------------- | ----------------------------------------------- |
| 7       | Sébastien Loeb  | 2003., 2004., 2005., 2007., 2008., 2012., 2013. |
| 7       | Sébastien Ogier | 2014., 2015., 2016., 2017., 2018., 2019., 2021. |
| 4       | Walter Röhrl    | 1980., 1982., 1983., 1984.                      |
| 4       | Tommi Mäkinen   | 1999., 2000., 2001., 2002.                      |
| 3       | Sandro Munari   | 1975., 1976., 1977.                             |
| 3       | Didier Auriol   | 1990., 1992., 1993.                             |
| 3       | Carlos Sainz    | 1991., 1995., 1998.                             |
| 2       | Massimo Biasion | 1987., 1989.                                    |

### Višestruki pobjednici (proizvođači)
| Pobjede | Proizvođač | Pobjednička godina                                                          |
| ------- | ---------- | --------------------------------------------------------------------------- |
| 11      | Lancia     | 1975., 1976., 1977., 1979., 1983., 1986., 1987., 1988., 1989., 1990., 1992. |
| 8       | Citroën    | 2003., 2004., 2005., 2007., 2008., 2012., 2013., 2019.                      |
| 4       | Toyota     | 1991., 1993., 1998., 2021.                                                  |
| 4       | Ford       | 1994., 2006., 2017., 2018.                                                  |
| 3       | Subaru     | 1995., 1997., 2002.                                                         |
| 3       | Mitsubishi | 1999., 2000., 2001.                                                         |
| 3       | Volkswagen | 2014., 2015., 2016.                                                         |

### Pobjednici po godinama
| Godina        | Vozač               | Automobil                       |
| ------------- | ------------------- | ------------------------------- |
| 1973.         | Jean-Claude Andruet | Alpine-Renault A110 1800        |
| 1974.         | Nije održan         | Nije održan                     |
| 1975.         | Sandro Munari       | Lancia Stratos HF               |
| 1976.         | Sandro Munari       | Lancia Stratos HF               |
| 1977.         | Sandro Munari       | Lancia Stratos HF               |
| 1978.         | Jean-Pierre Nicolas | Porsche 911 Carrera RS 3.0      |
| 1979.         | Bernard Darniche    | Lancia Stratos HF               |
| 1980.         | Walter Röhrl        | Fiat 131 Abarth                 |
| 1981.         | Jean Ragnotti       | Renault 5 Turbo                 |
| 1982.         | Walter Röhrl        | Opel Ascona 400                 |
| 1983.         | Walter Röhrl        | Lancia 037 Rally                |
| 1984.         | Walter Röhrl        | Audi Quattro A2                 |
| 1985.         | Ari Vatanen         | Peugeot 205 Turbo 16            |
| 1986.         | Henri Toivonen      | Lancia Delta S4                 |
| 1987.         | Massimo Biasion     | Lancia Delta HF 4WD             |
| 1988.         | Bruno Saby          | Lancia Delta HF 4WD             |
| 1989.         | Massimo Biasion     | Lancia Delta Integrale          |
| 1990.         | Didier Auriol       | Lancia Delta Integrale 16V      |
| 1991.         | Carlos Sainz        | Toyota Celica GT-4 (ST165)      |
| 1992.         | Didier Auriol       | Lancia Delta HF Integrale       |
| 1993.         | Didier Auriol       | Toyota Celica Turbo 4WD (ST185) |
| 1994.         | François Delecour   | Ford Escort RS Cosworth         |
| 1995.         | Carlos Sainz        | Subaru Impreza 555              |
| 1996.         | Nije održan         | Nije održan                     |
| 1997.         | Piero Liatti        | Subaru Impreza S5 WRC '97       |
| 1998.         | Carlos Sainz        | Toyota Corolla WRC              |
| 1999.         | Tommi Mäkinen       | Mitsubishi Lancer Evo VI        |
| 2000.         | Tommi Mäkinen       | Mitsubishi Lancer Evo VI        |
| 2001.         | Tommi Mäkinen       | Mitsubishi Lancer Evo 6.5       |
| 2002.         | Tommi Mäkinen       | Subaru Impreza S7 WRC '01       |
| 2003.         | Sébastien Loeb      | Citroën Xsara WRC               |
| 2004.         | Sébastien Loeb      | Citroën Xsara WRC               |
| 2005.         | Sébastien Loeb      | Citroën Xsara WRC               |
| 2006.         | Marcus Grönholm     | Ford Focus RS WRC '06           |
| 2007.         | Sébastien Loeb      | Citroën C4 WRC                  |
| 2008.         | Sébastien Loeb      | Citroën C4 WRC                  |
| 2009. - 2011. | Nije održan         | Nije održan                     |
| 2012.         | Sébastien Loeb      | Citroën DS3 WRC                 |
| 2013.         | Sébastien Loeb      | Citroën DS3 WRC                 |
| 2014.         | Sébastien Ogier     | Volkswagen Polo R WRC           |
| 2015.         | Sébastien Ogier     | Volkswagen Polo R WRC           |
| 2016.         | Sébastien Ogier     | Volkswagen Polo R WRC           |
| 2017.         | Sébastien Ogier     | Ford Fiesta WRC                 |
| 2018.         | Sébastien Ogier     | Ford Fiesta WRC                 |
| 2019.         | Sébastien Ogier     | Citroën C3 WRC                  |
| 2020.         | Thierry Neuville    | Hyundai i20 Coupe WRC           |
| 2021.         | Sébastien Ogier     | Toyota Yaris WRC                |
| 2022.         | Sébastien Loeb      | Ford Puma Rally1                |
| 2023.         | Sébastien Ogier     | Toyota GR Yaris Rally1          |